# Tangata kohuka
Tangata kohuka är en spindelart som beskrevs av Forster och Norman I. Platnick 1985. Tangata kohuka ingår i släktet Tangata och familjen Orsolobidae. Inga underarter finns listade i Catalogue of Life.